# Final de la Copa de Oro de la Concacaf 2025
La Final de la Copa Oro de la Concacaf 2025 se disputó entre las selecciones de Estados Unidos y México, que clasificaron de las semifinales tras vencer a Guatemala y Honduras respectivamente. El encuentro se jugara a las 19:00 horas (hora local, UTC-4) del 6 de julio en el NRG Stadium de Houston, en el estado de Texas.

## Enfrentamiento
| Bandera de Estados Unidos | vs. | Bandera de México |
| Estados Unidos 1          | vs. | México 2          |
| ------------------------- | --- | ----------------- |

### Finales jugadas anteriormente
| Equipo         | Finales jugadas anteriormente                                          |
| -------------- | ---------------------------------------------------------------------- |
| Estados Unidos | 1991, 1993, 1998, 2002, 2005, 2007, 2009, 2011, 2013, 2017, 2019, 2021 |
| México         | 1993, 1996, 1998, 2003, 2007, 2009, 2011, 2015, 2019, 2021, 2023       |

## Antecedentes
El siguiente cuadro muestra el historial de enfrentamientos en ediciones anteriores de la Copa de Oro de la Concacaf entre los equipos que disputaron la final.
| Partido                  | Antecedentes | Antecedentes | Antecedentes              |
| Partido                  | Edición      | Fase         | Resultado                 |
| ------------------------ | ------------ | ------------ | ------------------------- |
| México vs Estados Unidos | 1991         | Semifinal    | Estados Unidos 2:0 México |
| México vs Estados Unidos | 1993         | Final        | México 4:0 Estados Unidos |
| México vs Estados Unidos | 1998         | Final        | México 1:0 Estados Unidos |
| México vs Estados Unidos | 2007         | Final        | Estados Unidos 2:1 México |
| México vs Estados Unidos | 2009         | Final        | Estados Unidos 0:5 México |
| México vs Estados Unidos | 2011         | Final        | México 4:2 Estados Unidos |
| México vs Estados Unidos | 2019         | Final        | México 1:0 Estados Unidos |
| México vs Estados Unidos | 2021         | Final        | Estados Unidos 1:0 México |

## Camino a la Final
| Equipo            | Pts | PJ | PG | PE | PP | GF | GC | Dif |
| ----------------- | --- | -- | -- | -- | -- | -- | -- | --- |
| Estados Unidos    | 9   | 3  | 3  | 0  | 0  | 8  | 1  | 7   |
| Arabia Saudita    | 4   | 3  | 1  | 1  | 1  | 2  | 2  | 0   |
| Trinidad y Tobago | 2   | 3  | 0  | 2  | 1  | 2  | 7  | –5  |
| Haití             | 1   | 3  | 0  | 1  | 2  | 2  | 4  | –2  |

| Equipo               | Pts | PJ | PG | PE | PP | GF | GC | Dif |
| -------------------- | --- | -- | -- | -- | -- | -- | -- | --- |
| México               | 7   | 3  | 2  | 1  | 0  | 5  | 2  | 3   |
| Costa Rica           | 7   | 3  | 2  | 1  | 0  | 6  | 4  | 2   |
| República Dominicana | 1   | 3  | 0  | 1  | 2  | 3  | 5  | –2  |
| Surinam              | 1   | 3  | 0  | 1  | 2  | 3  | 6  | –3  |

## Final

### Estados Unidos vs. México
| 6 de julio | Estados Unidos | 1:2 (1:1) | México                        | NRG Stadium, Houston                                                           |                                                                                |
| 19:00      | Richards 4'    | Reporte   | 27' Jiménez · 77' Ed. Álvarez | Asistencia: 70 925 espectadores Árbitro(s): Mario Escobar VAR: Benjamín Pineda | Asistencia: 70 925 espectadores Árbitro(s): Mario Escobar VAR: Benjamín Pineda |

| 25         | Guardameta     | Matt Freese         |     |
| 16         | Defensa        | Alex Freeman        |     |
| 3          | Defensa        | Chris Richards      |     |
| 13         | Defensa        | Tim Ream            |     |
| 18         | Defensa        | Maximilian Arfsten  | 86' |
| 4          | Centrocampista | Tyler Adams         | 82' |
| 14         | Centrocampista | Luca de la Torre    | 69' |
| 8          | Centrocampista | Sebastian Berhalter |     |
| 17         | Centrocampista | Malik Tillman       |     |
| 10         | Centrocampista | Diego Luna          | 86' |
| 24         | Delantero      | Patrick Agyemang    |     |
| Entrenador | Entrenador     | Mauricio Pochettino |     |

| 1          | Guardameta     | Luis Malagón     |     |
| 2          | Defensa        | Jorge Sánchez    | 86' |
| 3          | Defensa        | César Montes     |     |
| 5          | Defensa        | Johan Vásquez    |     |
| 23         | Defensa        | Jesús Gallardo   |     |
| 7          | Centrocampista | Gilberto Mora    | 75' |
| 4          | Centrocampista | Edson Álvarez    |     |
| 14         | Centrocampista | Marcel Ruiz      |     |
| 25         | Delantero      | Roberto Alvarado | 87' |
| 9          | Delantero      | Raúl Jiménez     | 86' |
| 10         | Delantero      | Alexis Vega      |     |
| Entrenador | Entrenador     | Javier Aguirre   |     |

| 9  | Delantero      | Damion Downs     | 69' |
| 6  | Centrocampista | Jack McGlynn     | 82' |
| 2  | Defensa        | John Tolkin      | 86' |
| 11 | Centrocampista | Brenden Aaronson | 86' |

| 17 | Centrocampista | Orbelín Pineda   | 75' |
| 11 | Delantero      | Santiago Giménez | 86' |
| 15 | Defensa        | Israel Reyes     | 86' |
| 21 | Delantero      | César Huerta     | 87' |

| Anotado | 4' | Chris Richards | 1:0 |

| Anotado | 27' | Raúl Jiménez  | 1:1 |
| Anotado | 77' | Edson Álvarez | 1:2 |

| Amonestado | 63' | Tyler Adams |

| Amonestado | 44' | César Montes |
| Amonestado | 85' | Raúl Jiménez |

| Árbitro                     | Mario Escobar   |
| Árbitros asistentes         | Luis Ventura    |
| Árbitros asistentes         | Humberto Panjoj |
| Cuarto árbitro              | Walter López    |
| VAR                         | Benjamín Pineda |
| Árbitros asistentes del VAR | Yasith Monge    |

| 25         | Guardameta     | Matt Freese         |     |
| 16         | Defensa        | Alex Freeman        |     |
| 3          | Defensa        | Chris Richards      |     |
| 13         | Defensa        | Tim Ream            |     |
| 18         | Defensa        | Maximilian Arfsten  | 86' |
| 4          | Centrocampista | Tyler Adams         | 82' |
| 14         | Centrocampista | Luca de la Torre    | 69' |
| 8          | Centrocampista | Sebastian Berhalter |     |
| 17         | Centrocampista | Malik Tillman       |     |
| 10         | Centrocampista | Diego Luna          | 86' |
| 24         | Delantero      | Patrick Agyemang    |     |
| Entrenador | Entrenador     | Mauricio Pochettino |     |

| 1          | Guardameta     | Luis Malagón     |     |
| 2          | Defensa        | Jorge Sánchez    | 86' |
| 3          | Defensa        | César Montes     |     |
| 5          | Defensa        | Johan Vásquez    |     |
| 23         | Defensa        | Jesús Gallardo   |     |
| 7          | Centrocampista | Gilberto Mora    | 75' |
| 4          | Centrocampista | Edson Álvarez    |     |
| 14         | Centrocampista | Marcel Ruiz      |     |
| 25         | Delantero      | Roberto Alvarado | 87' |
| 9          | Delantero      | Raúl Jiménez     | 86' |
| 10         | Delantero      | Alexis Vega      |     |
| Entrenador | Entrenador     | Javier Aguirre   |     |

| 9  | Delantero      | Damion Downs     | 69' |
| 6  | Centrocampista | Jack McGlynn     | 82' |
| 2  | Defensa        | John Tolkin      | 86' |
| 11 | Centrocampista | Brenden Aaronson | 86' |

| 17 | Centrocampista | Orbelín Pineda   | 75' |
| 11 | Delantero      | Santiago Giménez | 86' |
| 15 | Defensa        | Israel Reyes     | 86' |
| 21 | Delantero      | César Huerta     | 87' |

| Anotado | 4' | Chris Richards | 1:0 |

| Anotado | 27' | Raúl Jiménez  | 1:1 |
| Anotado | 77' | Edson Álvarez | 1:2 |

| Amonestado | 63' | Tyler Adams |

| Amonestado | 44' | César Montes |
| Amonestado | 85' | Raúl Jiménez |

| Árbitro                     | Mario Escobar   |
| Árbitros asistentes         | Luis Ventura    |
| Árbitros asistentes         | Humberto Panjoj |
| Cuarto árbitro              | Walter López    |
| VAR                         | Benjamín Pineda |
| Árbitros asistentes del VAR | Yasith Monge    |

| Estadísticas      | Bandera de Estados Unidos | Bandera de México |
| Tiros             | 6                         | 16                |
| Tiros a puerta    | 3                         | 8                 |
| Faltas            | 12                        | 11                |
| Saques de esquina | 0                         | 12                |
| Penaltis          | 0                         | 0                 |
| Fueras de juego   | 0                         | 0                 |
| Posesión de balón | 40%                       | 60%               |

|                             |
| Bandera de México           |
| Campeón México 13.er título |